# Présidence espagnole du Conseil de l'Union européenne en 2023
Pour un article plus général, voir Présidence du Conseil de l'Union européenne.
Présidence suédoise du Conseil de l'Union européenne en 2023 Présidence belge du Conseil de l'Union européenne en 2024
La présidence espagnole du Conseil de l'Union européenne en 2023 est la cinquième présidence tournante du Conseil de l'UE assurée par l'Espagne.
L'Espagne succède à la Suède au siège de la présidence le 1er juillet 2023. La présidence suivante est assurée par la Belgique à partir du 1er janvier 2024.
Parallèlement, l'Espagne accueille à l'Alhambra de Grenade le troisième sommet de la Communauté politique européenne le 5 octobre 2023.
La présidence est entrecoupée par l'organisation le 23 juillet d'élections anticipées susceptibles de provoquer une alternance,.
Le 7 juillet 2023, la première réunion de la cinquième présidence espagnole du Conseil de l'Union européenne est organisée à la Galerie des Collections royales. Il s'agit d'un musée inauguré quelques jours auparavant à Madrid et relatant cinq cents ans d'histoire de la monarchie espagnole à travers des œuvres d'art, des objets, des véhicules, etc.

## Programme
- Travailler pour une Europe globale, autonome, numérique et écologique qui allie l'innovation à la justice sociale.

## Priorités
La présidence a défini quatre priorités pour ses travaux:
- réindustrialiser l'UE
- faire avancer la transition écologique
- promouvoir la justice sociale et économique
- renforcer l'unité européenne

## Identité visuelle

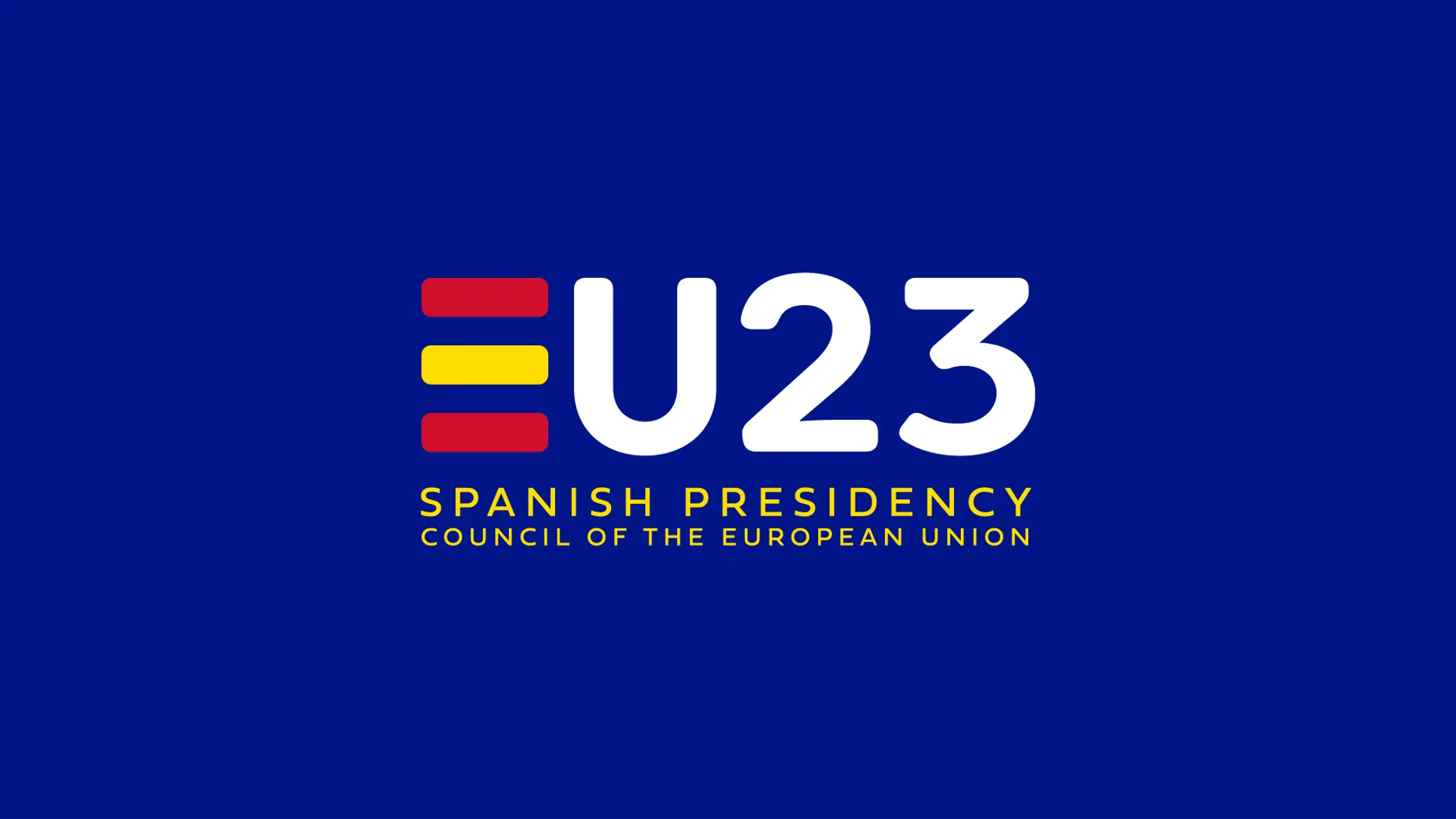
Version en bleu
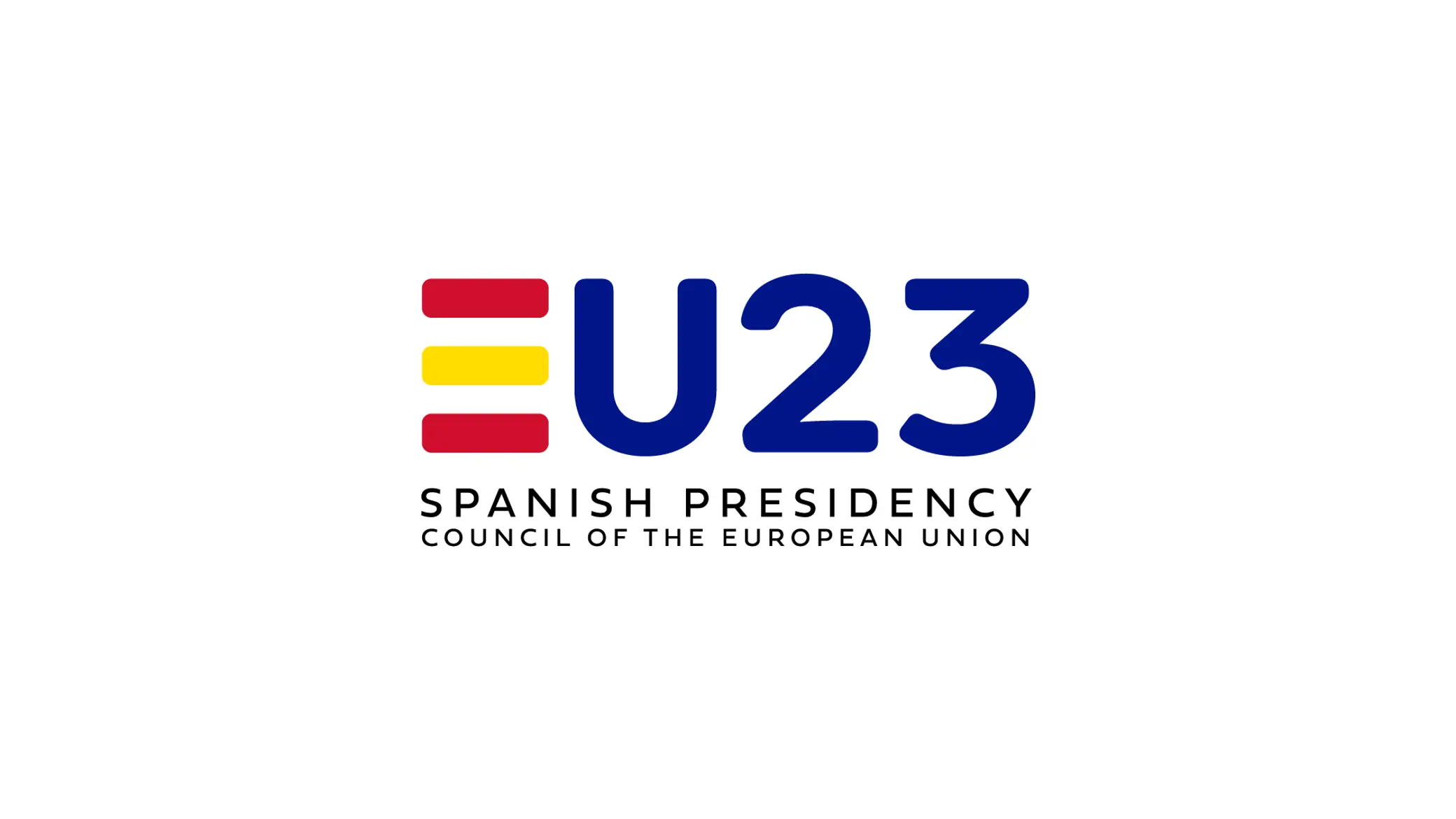
Version en blanc
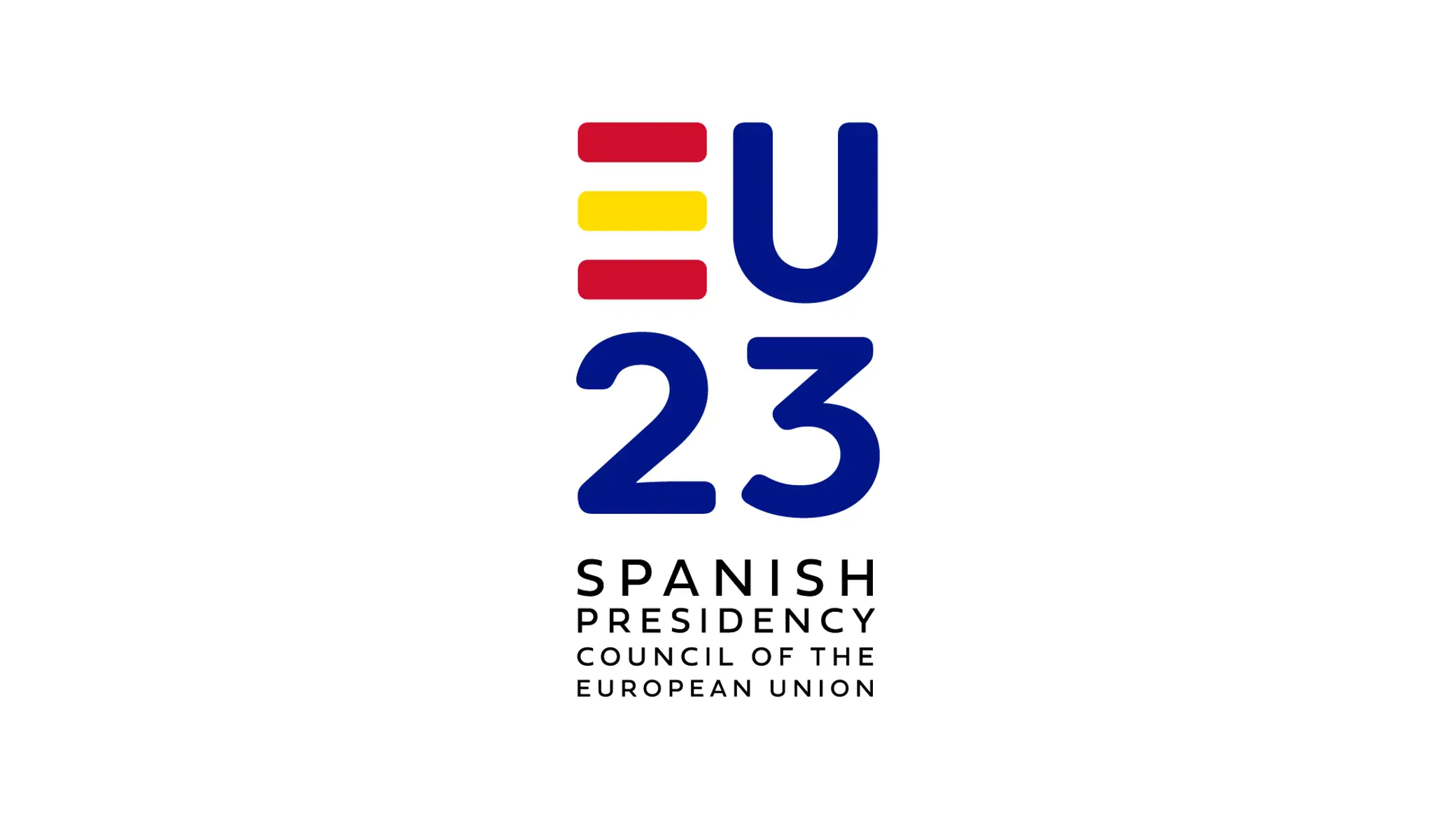
Version en blanc vertical

## Évènements
- Sommet UE-CELAC, 17-18 juillet 2023[5]